# Medios de comunicación en Cuba

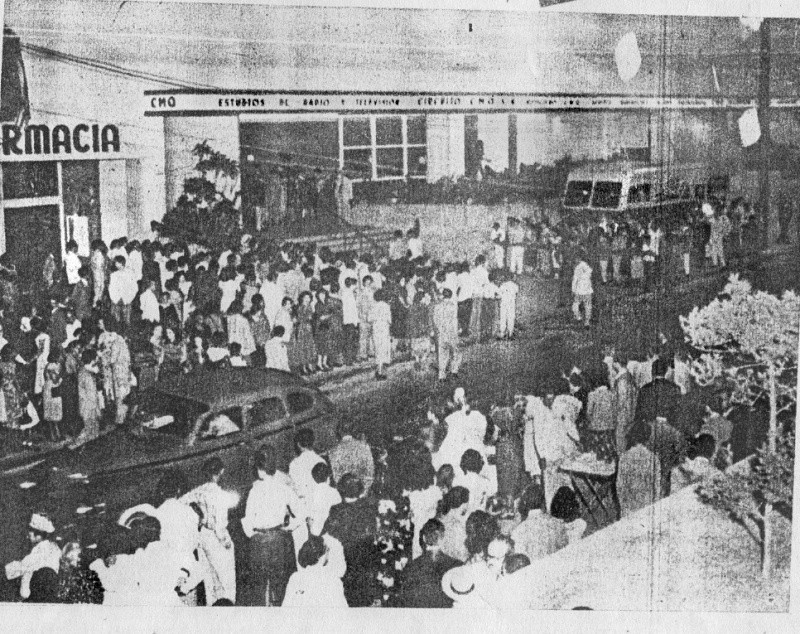
Entrada principal a la estación de Radiocentro CMQ, La Habana, Cuba. 1952

Los medios de comunicación en Cuba tienen sus inicios con las culturas prehispánicas y el desarrollo de su lenguaje y escritura[cita requerida]. Los medios de comunicación en Cuba son variados, comenzando con los medios tradicionales como el correo, la imprenta y la prensa escrita, evolucionando hacia las telecomunicaciones con el telégrafo, la telefonía, la radio, la televisión e internet[cita requerida].

## Correos de Cuba
Grupo Empresarial Correos de Cuba. Correos de Cuba es la entidad estatal de servicios de mayor capilaridad del país[cita requerida]. Es el Operador Designado por el Estado cubano para garantizar el Servicio Postal Universal (SPU) en todo el territorio nacional[cita requerida], a todos los ciudadanos, a precios asequibles y con adecuado nivel de calidad, así como otros servicios de valor añadido a cuenta de terceros, con la finalidad de lograr la máxima satisfacción de la sociedad cubana y su integración con el mundo. De ahí su lema: Correos de Cuba ¡Al servicio de todos![cita requerida]

## Periódicos de Cuba
La prensa escrita se inició en Cuba en 1764 con La Gazeta[cita requerida], seguido del Papel Periódico de La Habana[cita requerida], posteriormente fueron sumándose más diarios. Actualmente Cuba cuenta con varios periódicos, entre ellos los siguientes:

### Circulación nacional
| Nombre           | Periodicidad                  | Fundación             |
| ---------------- | ----------------------------- | --------------------- |
| Granma           | Diario (excepto los domingos) | 4 de octubre de 1965  |
| Juventud Rebelde | Diario (excepto los lunes)    | 21 de octubre de 1965 |
| Trabajadores     | Semanal                       | 6 de junio de 1970    |

### Circulación provincial
| Nombre               | Provincia           | Periodicidad | Fundación                               |
| -------------------- | ------------------- | ------------ | --------------------------------------- |
| Tribuna de La Habana | La Habana           | Semanal      | 7 de octubre de 1980                    |
| Guerrillero          | Pinar del Río       | Semanal      | 6 de julio de 1969[cita requerida]      |
| El Artemiseño        | Artemisa            | Semanal      | 11 de enero de 2011[cita requerida]     |
| Mayabeque            | Mayabeque           | Semanal      | 11 de enero de 2011[cita requerida]     |
| Girón                | Matanzas            | Semanal      | 5 de diciembre de 1961[cita requerida]  |
| 5 de septiembre      | Cienfuegos          | Semanal      | 5 de septiembre de 1980[cita requerida] |
| Vanguardia           | Villa Clara         | Semanal      | 9 de agosto de 1962                     |
| Escambray            | Sancti Spíritus     | Semanal      | 4 de enero de 1979                      |
| Invasor              | Ciego de Ávila      | Semanal      | 26 de julio de 1979[cita requerida]     |
| Adelante             | Camagüey            | Semanal      | 12 de enero de 1959[cita requerida]     |
| Periódico 26         | Las Tunas           | Semanal      | 26 de julio de 1978[cita requerida]     |
| ¡Ahora!              | Holguín             | Semanal      | 19 de noviembre de 1962[cita requerida] |
| La Demajagua         | Granma              | Semanal      | 10 de octubre de 1977[cita requerida]   |
| Sierra Maestra       | Santiago de Cuba    | Semanal      | 7 de septiembre de 1957[cita requerida] |
| Venceremos           | Guantánamo          | Semanal      | 25 de julio de 1962[cita requerida]     |
| Victoria             | Isla de la Juventud | Semanal      | 20 de febrero de 1967[cita requerida]   |

## Medios de comunicación independientes.
Algunos medios fuera de Cuba, en su afán por una mejor información sobre la isla, comenzaron a surgir, mayormente desde el exterior del país. Estos medios son los casos de Periódico Cubano, Revista DimeCuba, Directorio Cubano, CiberCuba, Cubanet, Martinoticias, El Nuevo Herald, ADN Cuba, entre otros. Aunque es cierto que no publican una edición impresa, su contenido se distribuye únicamente de forma digital. Su principal objetivo es informar a los cubanos.
Fulton Armstrong, uno de los antiguos altos cargos de la CIA para América Latina, ha admitido que Estados Unidos financia a propagandistas antigubernamentales en Cuba que se presentan como "periodistas independientes". Dijo que la administración del Presidente Joe Biden financia actividades de "promoción de la democracia" en Cuba por valor de al menos 20 millones de dólares al año, una suma considerable para la isla, que tiene problemas para acceder a dólares debido al embargo.
Según Armstrong, "los programas estadounidenses están diseñados con una estrategia de ganar-ganar. Ganamos si los medios de oposición se afianzan, y ganamos si provocan la represión gubernamental.Eso empuja al gobierno a un dilema: dejar que la organización y el financiamiento avancen o arriesgar la imagen y la credibilidad aplastándolos."
The Guardian dijo que la CIA tiene un historial de difundir desinformación dentro de Cuba, como parte de una guerra de la información destinada a desestabilizar al gobierno cubano. El periódico escribió:
El financiamiento de los medios ha sido durante mucho tiempo parte del conjunto de herramientas diplomáticas de Washington.
En los años 1960 en Cuba, Radio Swan, un programa de acción encubierta de la CIA, intentó no solo una ofensiva propagandística para socavar el apoyo a Fidel Castro, sino que se duplicó como enlace de comunicación, enviando mensajes codificados a los paramilitares durante la fallida invasión de bahía de Cochinos en 1961.

Hace una década se supo que el gobierno de EEUU había pagado a contratistas para crear ZunZuneo, una red social basada en texto, para organizar “turbas inteligentes” en la isla. Y durante las protestas antigubernamentales históricas y en gran parte espontáneas en la isla en 2021, los bots dirigidos y financiados externamente hicieron que los hashtags antigubernamentales fueran tendencia en Twitter.

## Telecomunicaciones de Cuba
Las primeras telecomunicaciones en el país inician con la introducción del telégrafo a principios del siglo XIX[cita requerida].
En 1881 comienza a funcionar el servicio telefónico en La Habana y la primera central telefónica inicia operaciones en 1882[cita requerida]. Entre 1919 y 1950 Después de la Segunda Guerra Mundial se instalaron varios cables submarinos entre La Habana y Cayo Hueso (Key West). 
En 1991 inicia la telefonía móvil en Cuba luego de la creación de la empresa Cubacel, que fucionaba con la norma TDMA (800 MHz) con cobertura nacional. En 1995 se crea la Empresa de Telecomunicaciones de Cuba S. A., ETECSA, está encargada de la telefonía celular por medio de Cubacel. La radio en Cuba inicia en forma experimental entre 1922 a1929, con la estación 2LC y el 10 de octubre de 1922 inicia operaciones la Estación PWX
En 1950 comienza la televisión cubana con el Canal 4, en 1951 inicia operaciones el Canal 6. Hoy en día hay 6 canales en operación: Cubavisión, Tele Rebelde, Canal Educativo, Canal Educativo 2, Multivisión y Cubavisión Internacional, que transmiten con tecnología analógica y 9 con tecnología digital:(los 6 anteriores, Canal Habana, Canal Clave, y Tele Rebelde HD).
El Internet en Cuba inicia en 1996 y en 2013 comienza a funcionar el cable submarino Cuba-Venezuela. Alternativa surgida tras la negación de EE. UU. como parte de su bloqueo económico a la isla, de permitirle el acceso a Cuba al cable submarino que pasaba a pocos kilómetros del norte de La Habana.